# ويليام إيوارت هارت
ويليام إيوارت هارت (بالإنجليزية: William Ewart Hart)‏ هو طيار أسترالي، ولد في 20 أبريل 1885 في Parramatta ‏ في أستراليا، وتوفي في 29 يوليو 1943.